# Ciklohepten
Ciklohepten je sedmočlani cikloalken sa tačkom paljenja na -6 C°. On je gradivni materijal u organskoj hemiji i monomer u sintezi polimera. Ciklohepten može da postoji kao bilo - ili trans-izomer.
|                  |                    |
| cis-Cycloheptene | trans-Cycloheptene |

## Literatura
1. ↑   уреди
2. ↑  Evan E. Bolton; Yanli Wang; Paul A. Thiessen; Stephen H. Bryant (2008). „Chapter 12 PubChem: Integrated Platform of Small Molecules and Biological Activities”. Annual Reports in Computational Chemistry. 4: 217—241. doi:10.1016/S1574-1400(08)00012-1.
3. ↑  Squillacote, Michael E.; Defellipis, James; Shu, Qingning (2005). „How Stable is trans -Cycloheptene?”. Journal of the American Chemical Society. 127 (45): 15983—15988. PMID 16277543. doi:10.1021/ja055388i.